# George B. McClellan

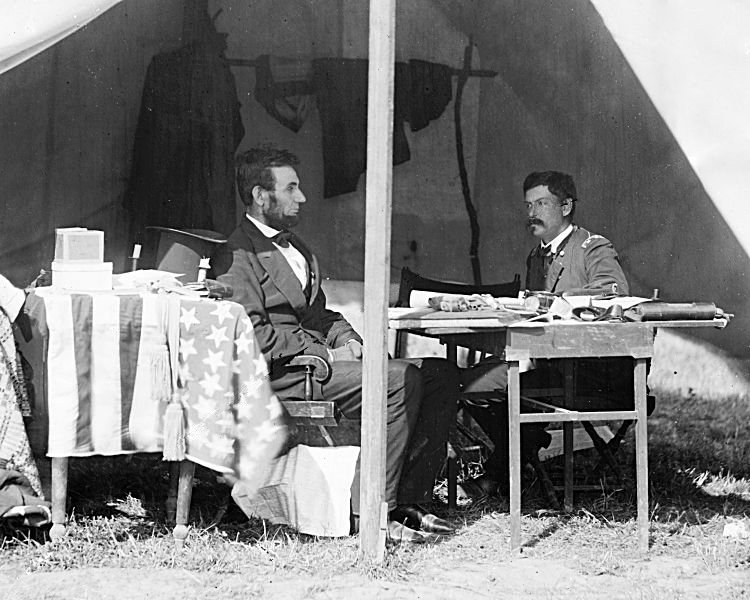
Lincoln e McClellan, em 1862, nos campos de Antietam.

George Brinton McClellan (3 de dezembro de 1826 – 29 de outubro de 1885) foi um general da União durante a Guerra Civil Americana. Ele também seguiu a carreira política ao se candidatar pelo Partido Democrata para as eleições presidenciais de 1864. Ele mais tarde também serviu como governador pelo estado de Nova Jérsei. Ele foi o responsável pela organização do famoso Exército do Potomac e serviu brevemente (novembro de 1861 a março de 1862) como o general-em-chefe do Exército da União. No começo da guerra civil, desempenhou um importante papel em reorganizar as tropas federais. Apesar de meticuloso em suas preparações e planejamentos, McClellan muita das vezes hesitava ao enfrentar comandantes agressivos e não se adaptava bem a cenários rápidos e em constante mudança nos campos de batalha.
Na Campanha da Península, em 1862, McClellan não teve sucesso, se retirando enquanto o general sulista Robert E. Lee e seu exército marchavam. O plano dele era avançar até Richmond, a capital da Confederação, mas foi frustrado pela movimentação agressiva de Lee. Ele sofreu outro revés na Batalha de Antietam onde, apesar de ter detido o avanço sulista contra Maryland, sofreu pesadas baixas no processo e permitiu que o general Lee escapasse junto com suas forças. Assim, o presidente Abraham Lincoln começou a questionar a liderança de McClellan e decidiu removê-lo do seu comando. Lincoln avaliou assim o general McClellan: "se ele não pode lutar, ele é muito bom em preparar os outros para a luta". De fato, George McClellan era muito popular entre os soldados comuns, que sentiam que o general cuidava bem deles.
Com o tempo McClellan continuou a perder a confiança de Lincoln e a relação dos dois ficou incrivelmente complicada. Após ter perdido seu comando do Exército do Potomac, McClellan decidiu se candidatar pelo Partido Democrata para tentar tirar Lincoln do poder nas eleições de 1864. Ele sofreu dentro do seu próprio partido pois, ao contrário dos outros democratas, George não apoiava a paz com o sul e defendia a solução militar para o conflito. No final, ele conseguiu 45% dos votos, contra 55% do presidente Lincoln. Em 1878 ele foi eleito o 24º governador de Nova Jérsei, cargo que manteve até 1881. Ele eventualmente se tornou um escritor, defendendo seus sucessos e fracassos em batalha durante a guerra civil. Morreu em 1885, aos 58 anos, de um ataque cardíaco.
A maioria dos acadêmicos considera McClellan como um general de batalha fraco. Contudo, alguns historiadores acham que ele foi um comandante habilidoso que sofreu nas mãos de oficiais pró-Lincoln e foi usado como bode expiatório em algumas derrotas sofridas pela União. Assim, seu legado é, até os dias atuais, controverso. Foi perguntado a Ulysses S. Grant o que ele achava de McClellan como um general. Ele respondeu: "para mim ele foi um dos maiores mistérios da guerra".